# Kurşak, Tire
Kurşak là một xã thuộc huyện Tire, tỉnh İzmir, Thổ Nhĩ Kỳ. Dân số thời điểm năm 2010 là 150 người.